# Гавайский доллар
Доллар или дала — денежная единица королевства Гавайи и сменившей его республики Гавайи с 1847 по 1898 годы. Она равнялась одному доллару США и делилась на 100 центов или кенета. Было всего несколько выпусков, которые обращались наряду с валютой США.

## Монеты
Первые монеты были отчеканены на Гавайях в 1847 году — это были медные центы с портретом короля Камеамеа III. Монеты не пользовались популярностью, так как портрет был плохого качества.
В 1883 году были отчеканены серебряные монеты номиналами в 10 центов (umi keneta), четверть доллара (hapaha), полдоллара (hapalua) и один доллар (akahi dala). Подавляющее большинство монет было отчеканено по тому же образцу, что и соответствующие монеты США, на монетном дворе Сан-Франциско, а по 26 монет каждого номинала для представительских целей — на монетном дворе Филадельфии.
Гавайские монеты продолжали находиться в обращении ещё некоторое время после аннексации Гавайев Соединёнными Штатами в 1898 году. В 1903 году гавайские монеты Актом Конгресса были выведены из обращения, и большинство их пошло в переплавку.

## Банкноты
В 1879 году Департамент финансов выпустил первые гавайские бумажные деньги, которые являлись сертификатами депозитов серебряных монет, номиналом в 10, 20, 50 и 100 долларов. Однако они были выпущены в небольших количествах, и подавляющее большинство находившихся в обороте бумажных денег составляли доллары США. С 1884 года единственным легальным представителем сумм, превышающих 10 долларов, стали золотые монеты США.
В 1895 году новообразованная Республика Гавайи выпустила как золотые, так и серебряные сертификаты номиналами в 5, 10, 20, 50 и 100 долларов. Это были последние гавайские банкноты, и сегодня они являются очень редкими.